# Каттолика
Каттолика (итал. Cattolica) — город в Италии, в провинции Римини, регион Эмилия-Романья. Население 16233 человека (2007). Данные археологических раскопок говорят, что эта территория была заселена ещё во времена Древнего Рима.
Город образовался как остановка паломников на пути Болонья — Анкона — Рим, которые, в частности, направлялись в Базилику Санта-Каза в Лорето и в Собор Святого Петра в Риме. Здесь были открыты гостиницы и таверны. В XIX веке одной из главных отраслей экономики города стало рыболовство.

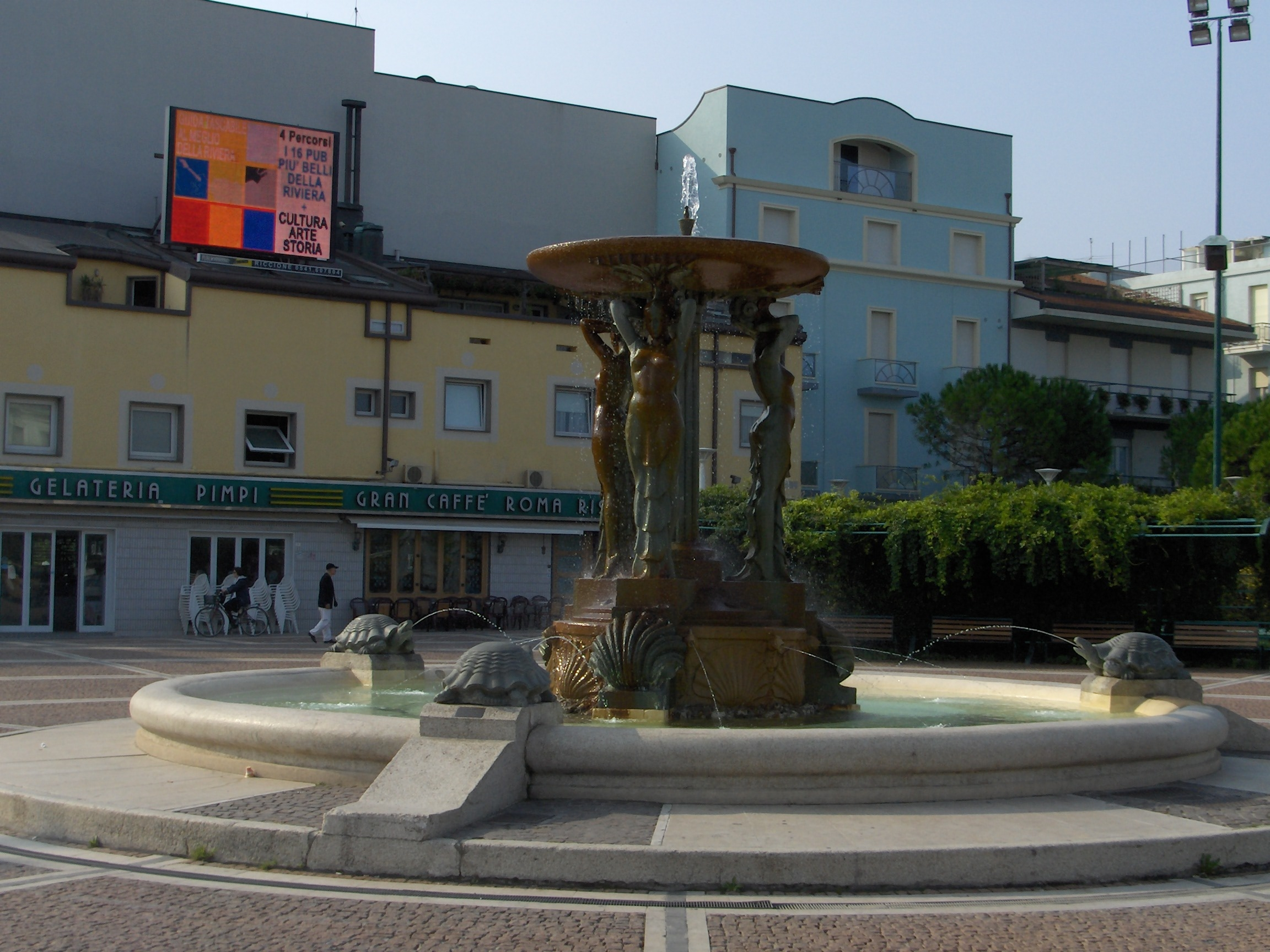
Фонтан сирен в Каттолике

В настоящее время главной отраслью стал туризм. Каттолика — известный курорт на Адриатическом побережье. Здесь находится тематический парк «Ле Нави» («Le Navi») — система аквариумов, где представлены множество видов морской фауны, а также экспонаты, повествующие об истории мореплавания и корсарства.
Туристическая индустрия стала основной после Первой мировой войны, однако, ещё в XIX веке город считался известным местом отдыха. Один из первых знаменитых туристов в Каттолике — Люсьен Бонапарт, брат Наполеона I.
Город стал самостоятельной коммуной в 1823 году.

## Достопримечательности

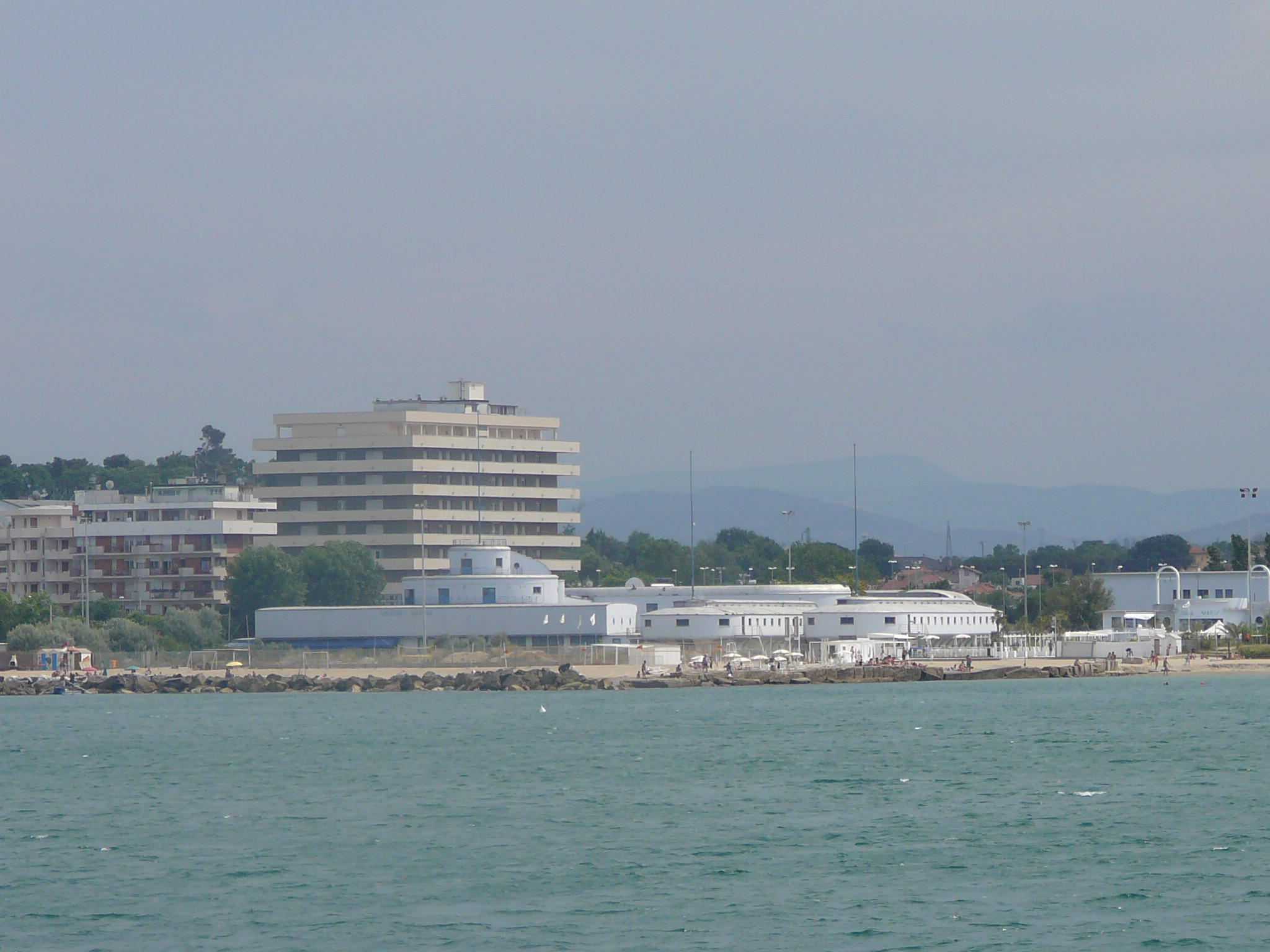
Аквариум «Ле Нави»

- Храм Святого Аполлинария (XII век)
- Башня Малатеста (1490)
- Королевский музей и галерея Святого Креста (XVI век)
- Сторожевая башня
- Аквариум «Ле Нави»

## Города-побратимы
- Кортина-д’Ампеццо, Италия
- Годонин, Чехия
- Сен-Дье-де-Вож, Франция
- Фаш-Тюмениль, Франция